# Melolonthinae
Melolonthinae vormen een onderfamilie uit de familie van bladsprietkevers (Scarabaeidae).

## Taxonomie
De onderfamilie is als volgt onderverdeeld:
- Geslacht Xenaclopus Arrow, 1915[2]
- Tribus Ablaberini Blanchard, 1850
- Tribus Automoliini Britton, 1978
- Tribus Chasmatopterini Lacordaire, 1856
- Tribus Colymbomorphini Blanchard, 1850
- Tribus Comophorinini Britton, 1957
- Tribus Cretomelolonthini Nikolajev, 1998  †
- Tribus Dichelonychini Burmeister, 1855
- Tribus Diphucephalini Laporte, 1840
- Tribus Diphycerini Medvedev, 1952
- Tribus Diplotaxini Kirby, 1837
- Tribus Euchirini Hope, 1840
- Tribus Heteronychini Lacordaire, 1856
- Tribus Hopliini Latreille, 1829
  - Subtribus Hopliina Latreille, 1829
  - Subtribus Pachycnemina Laporte, 1840
- Tribus Lichniini Burmeister, 1844
- Tribus Liparetrini Burmeister, 1855
- Tribus Macrodactylini Kirby, 1837
- Tribus Maechidiini Burmeister, 1855
- Tribus Melolonthini Leach, 1819
  - Subtribus Enariina Dewailly, 1950
  - Subtribus Heptophyllina Medvedev, 1951
  - Subtribus Leucopholina Burmeister, 1855
  - Subtribus Melolonthina Leach, 1819
  - Subtribus Pegylina Lacroix, 1989
  - Subtribus Rhizotrogina Burmeister, 1855
  - Subtribus Schizonychina Burmeister, 1855
- Tribus Oncerini LeConte, 1861
- Tribus Pachypodini Erichson, 1840
- Tribus Pachytrichini Burmeister, 1855
- Tribus Phyllotocidiini Britton, 1957
- Tribus Podolasiini Howden, 1997
- Tribus Scitalini Britton, 1957
- Tribus Sericini Kirby, 1837
  - Subtribus Phyllotocina Burmeister, 1855
  - Subtribus Sericina Kirby, 1837
  - Subtribus Trochalina Brenske, 1898
- Tribus Sericoidini Erichson, 1847
- Tribus Systellopini Sharp, 1877
- Tribus Tanyproctini Erichson, 1847
  - Subtribus Macrophyllina Burmeister, 1855
  - Subtribus Tanyproctina Erichson, 1847